# Chelonus mushanus
Chelonus mushanus är en stekelart som först beskrevs av Jinhaku Sonan 1932.  Chelonus mushanus ingår i släktet Chelonus och familjen bracksteklar. Inga underarter finns listade i Catalogue of Life.